# حزب مايتشا بورا
مايتشا بورا كان حزبا سياسيا في جزر القمر.

## التاريخ
وكان للحزب وزراء في الحكومة التي شكلها الرئيس محمد جوهر في 6 يناير 1992. في الانتخابات البرلمانية التي جرت في مارس 1992، احتل المركز الرابع في التصويت الشعبي، وفاز بثلاثة مقاعد في جمعية الاتحاد. ومع ذلك، فشل الحزب في الفوز بمقعد في الانتخابات المبكرة في العام التالي.
في عام 1996، كان الحزب واحدا من عدة أحزاب اندمجت لتشكيل التجمع الوطني للتنمية.